# Distretto di Qingshan (Baotou)
Il distretto di Qingshan (青山区S, Qīngshān QūP) è un distretto della Cina, appartenente alla regione autonoma della Mongolia Interna e amministrato dalla prefettura di Baotou.